# Route d'Occitanie
A Rota de Occitânia (oficialmente: Route d'Occitanie) é uma corrida ciclista profissional por etapas que se disputa no sul de França, especialmente no departamento Sul-Pirenéus, no mês de junho antes do Tour de France.
Disputa-se ininterruptamente desde 1977. O formato actual da corrida consta de quatro etapas eminentemente montanhosas.
Desde 1977 a prova chamou-se de quatro maneiras diferentes:
| Período          | Nome                 |
| ---------------- | -------------------- |
| 1977-1981        | Tour de Tarn         |
| 1982-1987        | Tour de Sul-Pirenéus |
| 1988-2017        | Ruta del Sur         |
| 2018-actualidade | Route d'Occitanie    |

## Palmarés
| Ano                | Vencedor                  | Segundo                  | Terceiro                     |           |
| ------------------ | ------------------------- | ------------------------ | ---------------------------- | --------- |
| Tour du Tarn       |                           |                          |                              |           |
| 1977               | Jacques Esclassan         | Bernard Hinault          | Jean-Pierre Danguillaume     |           |
| 1978               | Pierre-Raymond Villemiane | Roger Legeay             | Dominique Sanders            |           |
| 1979               | Yvon Bertin               | Jacques Bossis           | Bernard Hinault              |           |
| 1980               | Gilbert Duclos-Lassalle   | Patrick Bonnet           | Patrick Friou                |           |
| 1981               | Jean-René Bernaudeau      | Marc Madiot              | Greg LeMond                  |           |
| Tour Midi-Pyrénées |                           |                          |                              |           |
| 1982               | Francesco Moser           | Jean-René Bernaudeau     | Michel Laurent               |           |
| 1983               | Gilbert Duclos-Lassalle   | Charly Mottet            | Stephen Roche                |           |
| 1984               | Pascal Simon              | Michel Laurent           | Edgar Corredor               |           |
| 1985               | Stephen Roche             | Laurent Fignon           | Frédéric Vichot              |           |
| 1986               | Niki Rüttimann            | Charly Mottet            | Claude Criquielion           |           |
| 1987               | Régis Clère               | Éric Boyer               | Yvon Madiot                  |           |
| Route du Sud       |                           |                          |                              |           |
| 1988               | Ronan Pensec              | Gilbert Duclos-Lassalle  | Robert Millar                |           |
| 1989               | Gilbert Duclos-Lassalle   | Éric Boyer               | Jesús Montoya                |           |
| 1990               | Yves Bonnamour            | Frédéric Vichot          | Luc Suykerbuyk               |           |
| 1991               | Laurent Dufaux            | Philippe Louviot         | Carlos Galarreta             |           |
| 1992               | Artūras Kasputis          | Fabian Jeker             | Laurent Biondi               |           |
| 1993               | Éric Boyer                | Laurent Brochard         | Eric Van Lancker             |           |
| 1994               | Álvaro Mejía              | Richard Virenque         | Charly Mottet                |           |
| 1995               | Laurent Dufaux            | Carmelo Miranda González | Laurent Madouas              |           |
| 1996               | Laurent Jalabert          | Giuseppe Guerini         | Joona Laukka                 |           |
| 1997               | Patrick Jonker            | Massimo Donati           | François Simon               |           |
| 1998               | Armand de Las Cuevas      | Michael Boogerd          | Santiago Blanco              |           |
| 1999               | Jonathan Vaughters        | Patrick Jonker           | Mario Aerts                  |           |
| 2000               | Tomasz Brożyna            | Francisco Mancebo        | Patrice Halgand              |           |
| 2001               | Andrei Kivilev            | Jens Voigt               | Raimondas Rumšas             |           |
| 2002               | Levi Leipheimer           | Aitor Kintana Zárate     | Andrei Kivilev               |           |
| 2003               | Michael Rogers            | Pietro Caucchioli        | Nicolas Vogondy              |           |
| 2004               | Bradley McGee             | Sandy Casar              | Torsten Hiekmann             |           |
| 2005               | Sandy Casar               | Przemysław Niemiec       | Benoît Salmon                |           |
| 2006               | Thomas Voeckler           | Pierrick Fédrigo         | Julien Mazet                 |           |
| 2007               | Óscar Sevilla             | Massimo Giunti           | Markus Eibegger              |           |
| 2008               | Daniel Martin             | Christophe Moreau        | Luca Pierfelici              |           |
| 2009               | Przemysław Niemiec        | Julien Loubet            | Giampaolo Caruso             |           |
| 2010               | David Moncoutié           | Alexandre Geniez         | Fortunato Baliani            |           |
| 2011               | Vasil Kiryienka           | Davide Rebellin          | Peter Kennaugh               |           |
| 2012               | Nairo Quintana            | Hubert Dupont            | Anthony Charteau             |           |
| 2013               | Thomas Voeckler           | Franco Pellizotti        | John Gadret                  |           |
| 2014               | Nicolas Roche             | Alejandro Valverde       | Michael Rogers               |           |
| 2015               | Alberto Contador          | Nairo Quintana           | Pierre Latour                |           |
| 2016               | Nairo Quintana            | Marc Soler               | Nicolas Edet                 |           |
| 2017               | Silvan Dillier            | Richard Carapaz          | Kenny Elissonde              |           |
| Route d'Occitanie  |                           |                          |                              |           |
| 2018               | Alejandro Valverde        | Daniel Navarro           | Kenny Elissonde              |           |
| 2019               | Alejandro Valverde        | Iván Ramiro Sosa         | Rigoberto Urán               |           |
| 2020               | Egan Bernal               | Pavel Sivakov            | Aleksandr Vlasov             |           |
| 2021               | Antonio Pedrero           | Jesús Herrada            | Óscar Rodríguez Garaicoechea |           |
| 2022               | Michael Woods             | Carlos Rodríguez         | Jesús Herrada                |           |
| 2023               | Michael Woods             | Cristián Rodríguez       | Georg Steinhauser            |           |
| 2024               | cancelado                 | cancelado                | cancelado                    | cancelado |
| 2025               |                           |                          |                              |           |

Nota: Na edição 2002 Levi Leipheimer foi inicialmente o ganhador, mas devido à sanção imposta no ano 2012 por práticas dopantes relacionadas com o caso do ciclista Lance Armstrong, os resultados obtidos por Leipheimer entre a 1 de janeiro de 1999 a 30 de julho de 2006 e entre a 7 de julho de 2007 a 27 de julho de 2007 foram-lhe anulados.

## Palmarés por países
| País           | Vitórias |
| -------------- | -------- |
| França         | 18       |
| Espanha        | 5        |
| Suíça          | 4        |
| Colômbia       | 4        |
| Austrália      | 3        |
| Irlanda        | 3        |
| Polónia        | 2        |
| Estados Unidos | 1        |
| Lituânia       | 1        |
| Bielorrússia   | 1        |
| Cazaquistão    | 1        |
| Itália         | 1        |